# Constantin Petrovici de Oldenburg

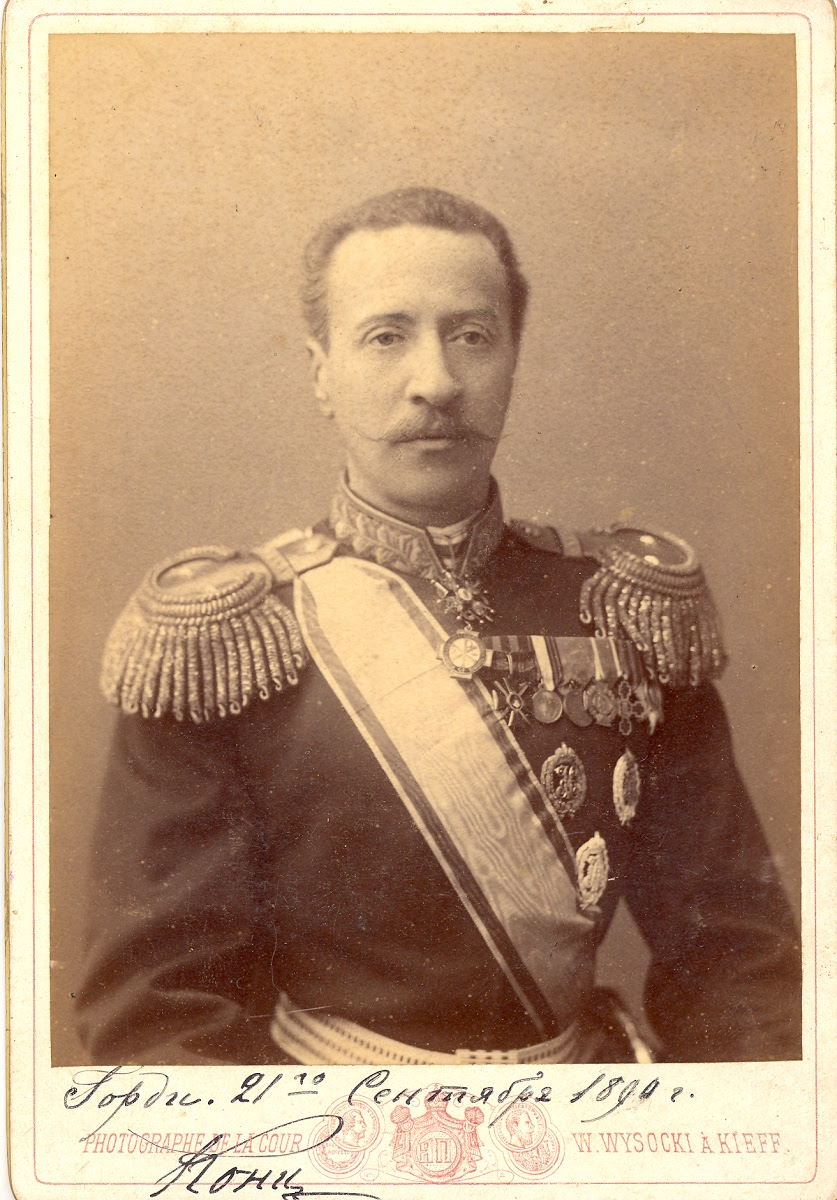
Ducele Constantin Petrovici de Oldenburg

Konstantin Friedrich Peter von Holstein-Gottorp, Duce de Oldenburg (9 mai 1850 - 18 martie 1906) a fost fiu al Ducelui Peter de Oldenburg și a soției acestuia, Prințesa Therese de Nassau-Weilburg. Cunoscut la curtea Țarului Nicolae al II-lea ca Ducele Constantin Petrovici de Oldenburg,  el a fost tatăl conților și conteselor von Zarnekau.

## Biografie
A fost al șaptelea copil și al treilea fiu al Ducelui Peter de Oldenburg și a soției acestuia, Prințesa Therese de Nassau-Weilburg. Familia Oldenburg era o ramură mai tânără a Casei de Holstein-Gottorp, era o casă ducală mică aflată la granița Germaniei cu Danemarca.
În timpul secolului al XVIII-lea, Ducii de Holstein-Gottorp au câștigat influență alegând cu grijă alianțe maritale cu case regale din Germania, Danemarca, Suedia, Norvegia și Prusia. Împărăteasa Elisabeta a Rusiei, care nu avea copii l-a proclamat pe nepotul ei Karl Peter Ulrich de Holstein-Gottorp moștenitor al tronului și când el a devenit Țarul Petru al III-lea în 1762, familia Holstein-Gottorp, ea însăși o ramură a Casei de Oldenburg, a devenit casa imperială a Rusiei care a domnit până în 1917 sub numele de Romanov.
Țarul Petru al III-lea al Rusiei s-a căsătorit la 21 august 1745 cu verișoara sa de gradul al doilea, prințesa prusacă Sophie Friederike Auguste von Anhalt-Zerbst-Dornburg, mai bine cunoscută ca Ecaterina a II-a sau Ecaterina cea Mare. Cuplul a avut un fiu, Pavel, care, după decesul împărătesei Ecaterina în 1796, a domnit sun numele de Pavel I al Rusiei până la asasinarea sa în 1801. Pavel și soția sa, Maria Feodorovna, Ducesă de Württemberg, au avut 10 copii. Fiul lor cel mare a domnit sub numele de Alexandru I al Rusiei între 1801 și 1825, perioada  Războaielor Napoleoniene.
În 1808, când Oldenburg a fost invadată de trupele franceze și olandeze, Petru I, Marele Duce de Oldenburg și prinț-episcop de Lübeck și-a trimis cel de-al doile fiu, Ducele George de Oldenburg, să stea în Rusia la rudele sale, familia imperială rusă.
La 3 august 1809, Ducele George de Oldenburg, bunicul lui Constantin Petrovici, s-a căsătorit cu Marea Ducesă Ecaterina Pavlovna a Rusiei, fiica Țarului Pavel I. Căsătoria a fost aranjată în grabă, ca un mijloc de a evita o nuntă forțată cu Napoleon Bonaparte, iar mariajul s-a dovedit unul fericit. Ecaterina Pavlovna a fost sora favorită a Țarului Alexandru I iar Ducele George de Oldenburg a devenit favorit la curte.
Ei au avut doi copii. Cel de-al doilea fiu al lor, Ducele Petru Georgievici de Oldenburg, tatăl lui Constantin Petrovici, s-a născut în 1812.

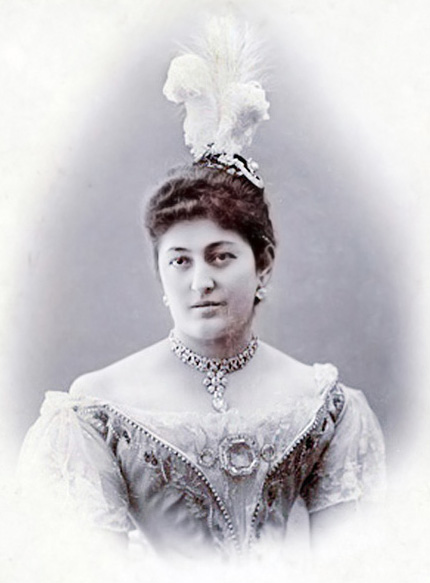
Soția morganatică a lui Constantin, Agrippina Japaridze, contesă von Zarnekau.

Constantin Petrovici a avut șapte frați și surori. Sora lui Alexandra s-a măritat cu un Romanov în timp ce alți doi frați s-au căsătorit cu membri ai Casei de Leuchtenberg. La 20 octombrie 1882 Constantin s-a căsătorit morganatic cu Agrippina Japaridze, o nobilă georgiană. Petru al II-lea, Mare Duce de Oldenburg, șeful Casei de Oldenburg, a creat-o contesă von Zarnekau în ziua nunții. Între 1883 și 1892 ei au avut șase copii, toți născuți în Kutais, în Caucaz:
- Alexandra Constantinovna von Zarnekau, contesă von Zarnekau (10 mai 1883 - 28 mai 1957); s-a căsătorit cu Prințul Georg Alexandrovici Iurievski,  un fiu al Țarului Alexandru al II-lea al Rusiei și al metresei sale, Ecaterina Dolgorukova.
- Ekaterina Konstantinovna von Zarnekau, contesă von Zarnekau (16 septembrie 1884 - 24 decembrie 1963)
- Nikolai Konstantinovich von Zarnekau, conte von Zarnekau (7 mai 1885 - 1976)
- Aleksai Konstantinovich von Zarnekau, contevon Zarnekau (16 iulie 1887 - 16 septembrie 1918)
- Petr Konstantinovich von Zarnekau, conte von Zarnekau (26 mai 1889 - 1 noiembrie 1961)
- Nina Konstantinovna von Zarnekau, contesă von Zarnekau (13 august 1892 - 1922)

După căsătorie, perechea a trăit la mosia familiei Japaridze din Kutaisi. Constantin a ajutat-o pe Agrippina la construirea viilor de producție și la o fabrică de vin. El a ajutat regiunea să se dezvolte agricol. El a început să vândă fructe, pepeni, legume și produse agricole în străinătate. În noiembrie 1894, Țarul Alexandru al III-lea s-a îmbolnăvit de befrită și a murit. Când Țarul Nicolae al II-lea a urcat pe tron, el i-a permis Ducelui Constantin Petrovici și familiei sale să se întoarcă la Sankt Petersburg.